# Joan Bassols

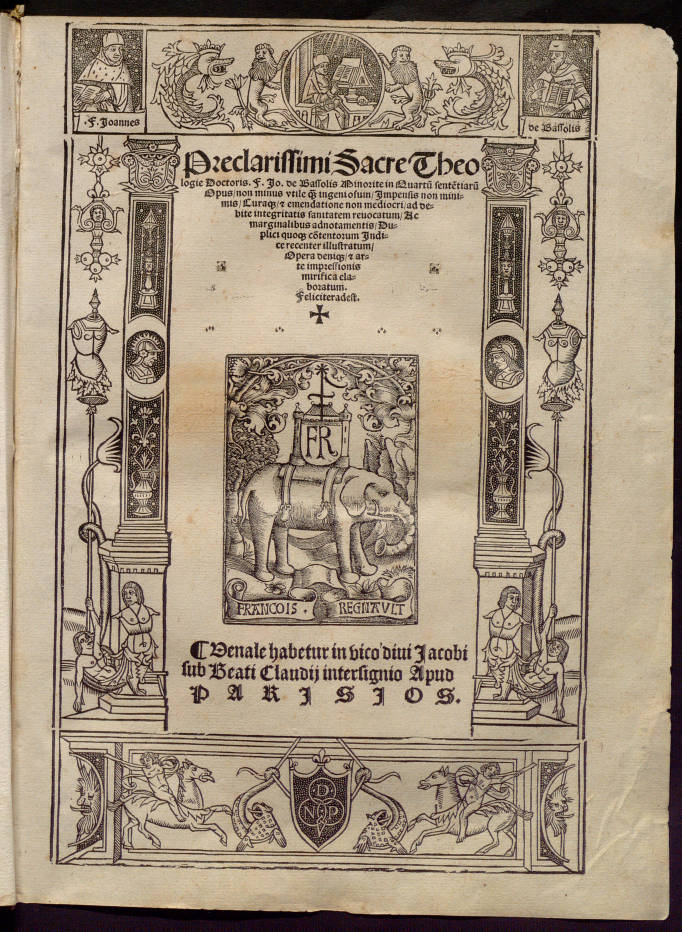
In Sententiarum magistrum de Joan Bassols. Publicat a París el 1516-1517. (Biblioteca de Catalunya)

Joan Bassols (Barcelona, finals del segle XIII - Abadia de Tewkesbury (Anglaterra),1333), anomenat Doctor Ordinatissimus, fou un filòsof, teòleg i metge franciscà. El seu pensament reelaborà de forma remarcable els posicionaments de Duns Escot, del que fou un deixeble predilecte. La seva obra serà abundosament citada per Leibniz.

## Vida i obra
Ingressà a l'orde dels franciscans a Barcelona i més tard anà a estudiar a la universitat de París. On fou un deixeble predilecte de Duns Escot. Prova d'això n'és l'episodi referit a Escot que un dia arribà a l'aula i sols hi havia fra Joan. Davant d'això el filòsof escocès exclamà: Hi ha en Bassols; doncs ja hi ha auditori. Iniciant tot seguit la seva exposició.
El framenor Bassols fou professor a París i a Reims. A aquesta darrera ciutat va escriure i va enllestir, el 1313, un magne comentari en quatre volums titulat In Sententiarum magistrum on proposa, com assenyala Eusebi Colomer, una mirada realista de les naturaleses en la línia de la distinció formal escotista ex natura rei i "esbossa una ontologia de l'ésser unívoc, que es recolza en la noció avicenniana de la natura comuna”.
Joan Bassols assenyala que Déu pot haver creat molts mons diferents del nostre. També afirma, en contra d'Aristòtil, la possibilitat de remuntar fins a l'infinit la línia de les causes eficients. Negant, doncs, que la via de la causalitat sigui la manera de demostrar l'existència de l'ésser primer. La certesa de què Déu és únic i totpoderós la proporciona la fe. Bassols és una bona mostra de com l'escotisme inicia el qüestionament del lligam bastit en el segle XIII entre fe i raó, teologia i filosofia. Aquesta obra cabdal de Joan Bassols va ser publicada a la ciutat de Colònia el 1488 i a París el 1516-1517. Un dels pocs exemplars conservats d'aquesta monografia es troba a la Biblioteca de Catalunya. Treball que vers 1480 s'havia publicat parcialment com a Collatio in quartum librum Sententiarum Petri Lombardi. Fra Bassols mostra uns posicionaments, que albira ja el primer humanisme, que és el de la infinitud de mons possibles o el d'univers obert i no tancat.
En el camp de la medicina Joan Bassols redactà una Miscellanea philosophica et medica, possiblement el 1320 i actualment perduda. Com es troba també desapareguda a seva obra Loci philosophici.